# Santa Catalina (distrito)
Santa Catalina é um distrito peruano localizado na Província de Luya, departamento Amazonas. Sua capital é a cidade de Santa Catalina.

## Transporte
O distrito de Santa Catalina não é servido pelo sistema de estradas terrestres do Peru.